# Томашевский, Ян (1903—1940)
Ян Томашевский (7 января 1903, Жлобин, Могилёвская губерния — 13 мая 1940, Катынь) — польский военный, инженер-горняк, поручик пехоты Войска Польского, кавалер ордена Virtuti Militari, жертва Катынского расстрела.

## Биография
Родился в городе Жлобин в семье Юзефа и Антонины Садовских. Учился в гимназии в Варшаве, затем на механическом факультете Варшавской политехники. В 1920 году мобилизован в Добровольческую кавалерию и участвовал в польско-советской войне.
После демобилизации продолжил обучение в Горной академии в Кракове, где получил диплом инженера. Работал на шахте «Вуек» в Катовицах. В 1929 году проходил сборы в 1-м уланском полку, затем окончил курс в Бедруске и был произведён в подпоручики, а в 1939 году — в поручики резерва. Имел приписку к 71-му пехотному полку в Замбруве.
В сентябре 1939 года участвовал в боях в составе 78-го пехотного полка из Барановичей. После советского вторжения попал в плен, содержался в Козельском лагере. В мае 1940 года был передан НКВД и между 11 и 13 мая расстрелян в Катыни.

## Награды
- Орден «Virtuti militari» № 2850